# Pocket Linux
Pocket Linux – jednodyskietkowa dystrybucja Linuksa tworzona przez Pawła Więcka. Pocket Linux stworzony został z myślą o tym, żeby szybko przemienić zwykły komputer PC w bezpieczną stację roboczą używającą SSH do połączeń ze zdalnymi hostami (inne programy klientów sieciowych też są dostępne). Obsługuje on protokół bootp, dzięki czemu może automatycznie ustalić numer IP hosta i pozostałe parametry sieciowe (możliwa jest też ręczna konfiguracja, ale korzystanie z bootp jest rekomendowane).
Oprócz obsługi stacji wyposażonych w kartę sieciową (ethernet lub arcnet) obsługiwane są również komputery wyposażone w modem. Modem jest automatycznie wykrywany, po czym nawiązywane jest połączenie PPP.
Dystrybucja ta wygląda na porzuconą lub nie jest rozwijana. Ostatnia zapowiadana wersja 3.00, który miała się ukazać w roku 2000, nie jest dostępna. Wersja poprzednia (2.51) pochodzi z roku 1998 i jest dostępna na oficjalnej stronie.